# Chris Anderson (scrittore)
Chris Anderson (Londra, 9 luglio 1961) è un saggista e giornalista statunitense, direttore di Wired USA dal 2001 al 2012.
Prima di passare alla direzione di Wired, si è laureato in Fisica alla George Washington University ed ha lavorato per diverse testate e riviste, tra cui The Economist, Nature e Science.
A partire da un articolo pubblicato su Wired, dove ha coniato il concetto di coda lunga (long tail), ha scritto il suo primo libro, intitolato The Long Tail: Why the Future of Business Is Selling Less of More (2006).
Nel mese di luglio 2009 è uscito il suo nuovo libro, dal titolo Free in cui esamina l'ascesa dei modelli di mercato che forniscono prodotti e servizi gratuiti ai consumatori.
Nel 2012 l'ultima pubblicazione che ha inaugurato un nuovo corso al di fuori di Wired ed incentrato sul concetto di stampa 3D: Makers: the new industrial revolution.

## Vita e carriera

### Giovinezza
Anderson è nato a Londra nel 1961. La sua famiglia si trasferì negli Stati Uniti quando lui aveva ancora cinque anni. Si iscrisse alla facoltà di fisica presso la George Washington University e continuò a studiare meccanica quantistica e giornalismo scientifico alla Berkeley University, in California. In seguito fece il ricercatore presso il Los Alamos National Laboratory.

### Carriera
Iniziò la sua carriera come editore per due giornali scientifici, Nature e Science, dove lavorò per sei anni. Lavorò in seguito al The Economist, dal 1994 al 2001, spostandosi a Londra, Hong Kong e New York e ricoprendo diverse posizioni, dal campo tecnologico a quello economico. Nel 2001 iniziò la sua carriera a Wired.
Il suo articolo del 2004 per Wired, La Coda Lunga, divenne un libro nel 2006 dal titolo La Coda Lunga, Da Un Mercato Di Massa Ad Una Massa Di Mercati, il quale apparve sul New York Times nella lista dei bestseller di quell'anno. La teoria sulla quale si fonda il libro afferma che i prodotti con bassa richiesta, o che hanno un volume di vendite basso, possono collettivamente costruire un mercato migliore rispetto ai loro rivali, superando bestseller e blockbusters, a patto che il loro canale di vendita sia abbastanza grande.
Il suo successivo libro, intitolato Free, esamina i vantaggi di un tipo di strategia in cui i prodotti e i servizi sono inizialmente resi gratuiti ai clienti, aumentando il profitto totale nel lungo periodo. Per questo motivo Anderson fu accusato di plagiare il contenuto di Wikipedia. Egli, però, si difese affermando di non essere d'accordo con la critica e spiegando che le citazioni erano state evitate a causa della diversa natura del contenuto di Wikipedia. Comunque, l'intero episodio lo portò ad integrare le note al testo, correggendo le versioni digitali dell'opera. Il libro debuttò al dodicesimo posto nella lista dei bestseller del New York Times. Fu, inoltre, distribuito gratuitamente, tramite download, per un periodo limitato di tempo. Si stimano tra le 200.000 e le 300.000 copie digitali scaricate nelle prime due settimane. L'audiolibro integrale rimase gratuito.
Il terzo libro di Anderson, Makers (2012), si basa su un suo articolo del 2010, "Atoms are the new Bits". Il libro descrive come gli imprenditori usando l'open source design e la stampa 3D, possano reindirizzare la rinascita del manifatturato americano. Alcune idee esposte nel libro furono espose nell'articolo "From Do It Yourself to Do It Together", dell'Harvard Business Review, nel febbraio 2012.

## Aziende
Nel 2007 Anderson fondò GeekDad, una piattaforma di blogging do-it-yourself, che in seguito divenne parte integrante di wired.com e di cui si occupa attualmente Ken Denmead. Lo stesso anno, Anderson fondò booktour.com, un servizio online completamente gratuito, in grado di connettere gli autori con il proprio pubblico. Nel settembre 2011, booktour.com chiuse.
Nell'Ottobre 2007, Anderson volò su un aereo a controllo remoto, equipaggiato di macchina fotografica, sul Lawrence Berkeley National Laboratory, causando problemi di sicurezza quando l'aereo si schiantò contro un albero. L'entusiasmo per tale esperienza si trasformò, per Anderson, in ispirazione per cofondare la Robotica 3D, un'industria robotica nata nel 2009 come spin-off del DIYdrones.com 3D Robotics, che produce la serie Ardupilot, basata su Arduino.
Nel maggio 2007, Anderson fu considerato uno tra i primi cento pensatori nella lista annuale del Time Magazine del 2007.

## Vita privata
Attualmente Anderson vive a Berkeley, California, con sua moglie, conosciuta mentre lavorava a Nature, e cinque bambini. Possiede la doppia cittadinanza, sia U.S. che U.K.